# Airat Ichmouratov
Airat Rafailovich Ichmouratov (rus: Айрат Рафаилович Ишмуратов; nascut el 28 de juny de 1973 a Kazan, Unió Soviètica) és un compositor, director d'orquestra i clarinetista Rus-Canadenc. És clarinetista del grup klezmer "Kleztory" i professor a la Universitat de Laval al Quebec, Canadà. El 21 d'octubre de 2020, Airat Ichmouratov va rebre el premi Charles Biddle.

## Discografia
- Klezmer music, Kleztory (2002)
- Barber, Copland, Britten, Bruch, Kazan Chamber Orchestra La Primavera, Ak Bars (2002)[5]
- Klezmer, Kleztory, Yuli Turovsky & I Musici de Montreal Chamber Orchestra, Chandos Records (2004)
- Nomade, Kleztory, Opus Award winner 2007, Amerix (2007)[6]
- Shostakovich,Weinberg,Ichmouratov, I Musici de Montreal Chamber Orchestra, Analekta (2008)[7]
- Symphonique, Le Vent du Nord et Quebec Symphony Orchestra, CBC (2010)[8]
- Carte Postale, Alcan Quartet, ATMA Classique (2011)[9]
- Beethoven, Violin Concerto (cadenzas by Ichmouratov), Symphony No. 7, Taipei Symphony Orchestra, Warner Classics(2013)[10]
- Arrival, Kleztory, Amerix (2014)
- Tales from the Dinarides, Michael Bridge, Guillaume Tardif, Kornel Wolak, Wirth Institute (2017)
- Klezmer Dreams, Andre Moisan, Jean Saulnier and Molinari Quartet, ATMA Classique (2017)[11]
- Nigun, Kleztory, Amerix (2017)[12]
- Melodies of Nations, Romic – Moynihan Duo, Hedone Records (2017)
- Letter From an Unknown Woman, Three Romances for Viola, Concerto Grosso No. 1 – Belarusian State Chamber Orchestra, Evgeny Bushkov – Chandos(2019)[13]
- Youth' Overture, Maslenitsa Overture, Symphony, Op.55 'On the Ruins of an Ancient Fort' – Orchestre de la Francophonie, Jean-Philippe Tremblay – Chandos (2020)[14]
- Momentum, Kleztory - Chandos (2020)[15]
- Julia MacLaine, Preludes (2022)[16]
- Ichmouratov: Viola Concerto No.1 / Piano Concerto – London Symphony Orchestra, Airat Ichmouratov conductor – Chandos (2023)[17]